# Rosendo González
Rosendo González (Jutiapa, Atlántida, Honduras; 24 de enero de 1992) es un futbolista hondureño. Se desempeña como mediocampista y actualmente juega en el Honduras Progreso de la Liga Nacional de Honduras.

## Trayectoria
Comenzó su carrera en las reservas de Real España, pero nunca alcanzó a debutar en primera. Posteriormente tuvo que sacrificarse en clubes de la Liga de Ascenso, entre ellos Yoro F.C. y Social Sol. En 2015 se sometió a prueba con el Motagua, pero no convenció al DT Diego Martín Vásquez. Su oportunidad le llegaría ese mismo año, debutando en el máximo circuito el 10 de octubre en la victoria de 2 goles a 1 frente al Real Sociedad. Ese mismo año logró salir campeón del fútbol hondureño con el Honduras Progreso.

## Clubes
| Club              | País     | Año             |
| ----------------- | -------- | --------------- |
| Real España       | Honduras | 2011 - 2012     |
| Yoro F.C.         | Honduras | 2012 - 2014     |
| Social Sol        | Honduras | 2015            |
| Honduras Progreso | Honduras | 2015 - 2016     |
| Social Sol        | Honduras | 2016 - 2017     |
| Vida              | Honduras | 2017            |
| Parrillas One     | Honduras | 2018            |
| Honduras Progreso | Honduras | 2018 - Presente |

## Palmarés

### Campeonatos nacionales
| Título          | Club              | País     | Año  |
| --------------- | ----------------- | -------- | ---- |
| Torneo Apertura | Honduras Progreso | Honduras | 2015 |